# Oracle
Oracle Corporation [ˈɔːɹəkl̩ ˌkɔːɹpəˈɹeɪʃn̩] ist ein US-amerikanischer Soft- und Hardwarehersteller mit Hauptsitz in Austin, Texas. Das Unternehmen ist spezialisiert auf die Entwicklung und Vermarktung von Computer-Hardware und -Software für Unternehmenskunden – insbesondere des Datenbanksystems Oracle Database.
Die Deutschlandzentrale ist in München. In Deutschland gibt es elf Geschäftsstellen. In der Schweiz hat das Unternehmen vier, in Österreich eine Niederlassung. Oracle produziert und vertreibt neben dem Datenbankprodukt Oracle Database die Oracle Fusion Middleware sowie die JEE-Server Oracle Application Server und Oracle WebLogic.
Im Markt für Unternehmenslösungen (Package Applications) ist Oracle mit Oracle Applications, E-Business Suite, Hyperion Performance Management, PeopleSoft Enterprise, JD Edwards EnterpriseOne, JD Edwards World und Siebel Systems vertreten.

## Unternehmensgeschichte

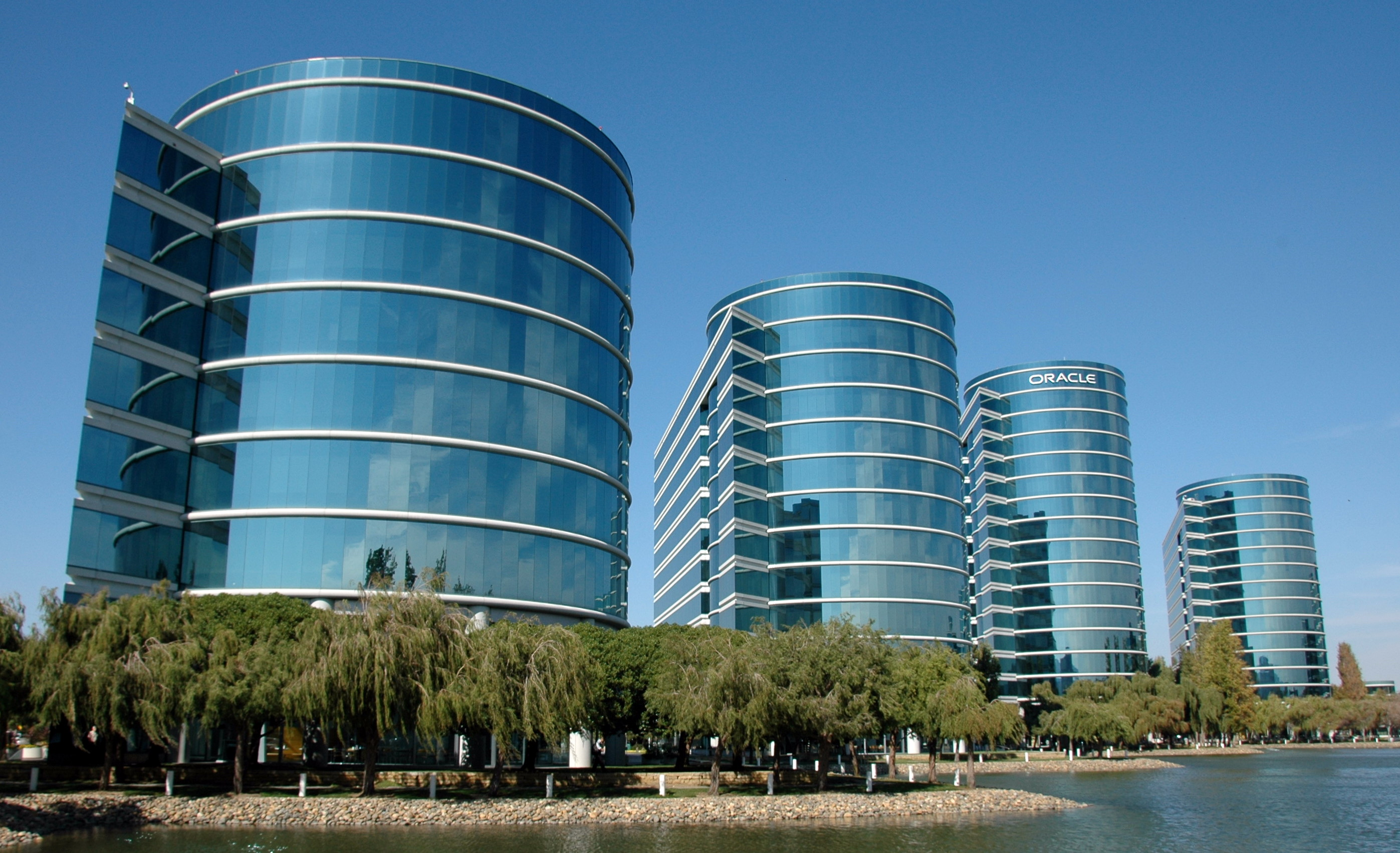
Oracle-Zentrale in Redwood Shores

In den 1970er Jahren ließ sich Lawrence J. Ellison (Larry Ellison) durch eine theoretische Arbeit von Edgar F. Codd über relationale Datenbanken inspirieren und versuchte, ein zu IBMs System R Database kompatibles System zu schaffen.
Larry Ellison, Bob Miner und Ed Oates gründeten im Juni 1977 das Unternehmen Software Development Laboratories (SDL). Hier entstand die erste Version des Datenbanksystems, welches den Namen Oracle (dt. Orakel) erhielt. Die Datenbank wurde bis 1979 für die CIA entwickelt. Das Unternehmen wurde 1979 in Relational Software, Inc. (RSI) umbenannt und zog nach Menlo Park, Kalifornien. Eine Oracle-Datenbank, die auf einer PDP-11 lief, wurde an die Wright-Patterson Air Force Base verkauft. Das Unternehmen benannte das erste Produkt als Version 2, da es befürchtete, dass sich eine Version 1 schlecht verkauft. Der Firmengründer Larry Ellison hatte lange Zeit auch den Vorsitz der Firma inne, bis er sich im September 2014 in den Verwaltungsrat zurückzog.
Oracle V3 für VAX wurde im März 1983 veröffentlicht. Der Code wurde neu in C geschrieben. RSI benannte sich in Oracle um. Oracle V5.1 wurde 1986 veröffentlicht und war das erste Datenbanksystem, das verteilte Abfragen unterstützte. Das Unternehmen Oracle ging am 15. März 1986 an die Börse.
1993 erfolgte die Freigabe von Oracles Cooperative Development Environment (CDE) sowie die Einführung von Oracle Industries und Oracle Media Server. Das Hauptquartier von Oracle wechselte 1994 nach Redwood Shores. Das Unternehmen kaufte im gleichen Jahr das Datenbank-Produkt DEC Rdb (heute Oracle Rdb) von der Firma Digital Equipment Corporation (DEC) und entwickelt es bis heute weiter. Oracle Rdb ist nur auf OpenVMS (ebenfalls ehem. DEC-Produkt – heute Hewlett-Packard) lauffähig. Oracle kaufte 1995 für 100 Millionen US-Dollar die OLAP-Produktlinie (Express Server) der Information Resources Inc. (IRI).
Im September 2005 kündigte Oracle die Übernahme von Siebel Systems, dem führenden Anbieter von Kundenmanagement-Standardsoftware, für rund 5,85 Milliarden US-Dollar an. Anfang 2006 erfolgte die Übernahme von Siebel Systems und den 5500 Mitarbeitern. Anfang November 2006 gab Oracle die Übernahme von Stellent, einem führenden Hersteller von Content-Management-Systemsoftware bekannt.
Die bislang größte Übernahme im Business-Intelligence-Markt geschah im März 2007, als Oracle Hyperion für 3,3 Milliarden US-Dollar kaufte. Zeitgleich reichte das Unternehmen in den USA eine Klage gegen den langjährigen Rivalen SAP wegen Urheberrechtsverletzung ein.
Es folgten weitere Übernahmen. Im Mai 2007 übernahm Oracle die US-Firma Agile Software Corporation für 495 Millionen US-Dollar (366 Mio. Euro), im Dezember 2007 Moniforce und im Januar 2008 BEA Systems für 8,5 Milliarden US-Dollar (5,71 Mrd. Euro). Im Oktober 2008 übernahm Oracle das Unternehmen Primavera Systems Inc., einen Anbieter von Project-Portfolio-Management-Lösungen (PPM).
Am 20. April 2009 gab Oracle bekannt, Sun Microsystems für 7,4 Milliarden US-Dollar übernehmen zu wollen. Das US-Justizministerium genehmigte die Übernahme im August 2009 ohne Restriktionen.
Die EU-Kommission genehmigte die Übernahme am 21. Januar 2010 durch Oracle ebenfalls ohne Auflagen.
Am 23. Juli 2009 übernahm Oracle das Unternehmen GoldenGate Software Inc., einen Anbieter von Lösungen für Real-Time Data Integration. Man verspricht sich von der Übernahme verbesserte Möglichkeiten zur Aufrechterhaltung von betriebswichtigen Anwendungen während der Phase von Upgrades und Migrationen.
Am 29. September 2009 übernahm Oracle das Unternehmen HyperRoll Inc., einen Hersteller von Finanz-Reporting-Lösungen. Oracle ist nun in Besitz von HyperRolls Data Performance Management Suite, welche die schnelle Erstellung von Finanz-Reportings ermöglicht.
Am 4. Januar 2010 übernahm Oracle das Unternehmen Silver Creek Systems Inc., einen Spezialist für Datenqualitätssicherungssysteme. Mit der Software von Silver Creek will Oracle die Produktdatenqualität in seinen Unternehmensanwendungen verbessern und es ermöglichen, Produktdaten über verschiedene Branchen hinweg zu managen.
Am 8. Februar 2010 übernahm Oracle das Unternehmen AmberPoint. Bei Amberpoint handelt es sich um einen SOA- und Softwarespezialisten, welcher Firmen wie Reuters, Bell, Motorola oder Best Buy zu seinen Kunden zählt. Oracle plant durch die Übernahme seine Fusion-Middleware weiter auszubauen.
Am 10. Februar 2010 übernahm Oracle das Unternehmen Convergin, ein Anbieter von J2EE-basierten Echtzeit-Vermittlungslösungen und Netzwerk-Integrationssoftware für die Kommunikationsindustrie. Die Integration der Convergin-Produkte in Oracles Kommunikations-Portfolio soll Kunden auf dem Weg zu vollkommenen IP-Netzwerken unterstützen und die Entwicklung von Pre-Paid- und Value-Added-Services der nächsten Generation vorantreiben.
Am 16. April 2010 übernahm Oracle das Unternehmen Phase Forward, ein auf Software im Gesundheitswesen spezialisiertes Unternehmen. Unter anderem setzen Krankenhäuser SaaS-Produkte des US-Anbieters für die Verwaltung von Patientendaten ein.
Am 2. November 2010 kündigte Oracle die Übernahme der Art Technology Group, eines auf E-Commerce spezialisierten Unternehmens, an. Am 23. November 2010 gewann Oracle 1,3 Mrd. $ durch das Verklagen der SAP – das größte Software-Piraterie-Urteil in der Geschichte.
Am 24. März 2011 kündigte Oracle an, dass das Geschäftsjahr 2011 3.Q der GAAP Gesamtumsatz um 37 % stieg auf 8,8 Milliarden US-Dollar, während der Nicht-GAAP-Gesamtumsatz um 36 % stieg auf 8,8 Milliarden US-Dollar. Im Oktober 2011 übernahm Oracle Corporations: RightNow Technologies Inc. für 1,5 Milliarden US-Dollar für stärkere Cloud-Dienste.
Am 9. Februar 2012 kündigte Oracle die Übernahme von Taleo an für $ 1,9 Mrd., um Talent-Management-Produkte und Dienstleistungen hinzuzufügen. Am 23. Mai 2012 kündigte Oracle die Übernahme von Social-Marketing-Plattform Vitrue an, für 300 Millionen US-Dollar. Am 10. Juli 2012 kündigte Oracle die Übernahme der sozialen Vermarkter Involver an.
Am 4. Februar 2013 gab Oracle bekannt, dass man eine Vereinbarung zur Übernahme von Acme Packet getroffen hat. Der Kaufpreis belief sich auf etwa 2,1 Milliarden US-Dollar. Acme Packet war ein Unternehmen, das sich auf Netzwerklösungen für die Übertragung von Sprach-, Video- und Datenkommunikation spezialisiert hatte, was Oracles Portfolio im Bereich Kommunikationslösungen erweitert. Am 25. März 2013 kündigte Oracle an, dass sie zugestimmt hatte, Tekelec zu kaufen. Am 2. Mai 2013 traf Oracle eine Vereinbarung mit Paradox Engineering, um an neuen Lösungen im smart city-Markt zu arbeiten. Am 9. Mai 2013 kündigte Oracle neue In-Memory-Anwendungen für Oracle JD Edwards EnterpriseOne, Oracle PeopleSoft, Oracle Siebel, Oracle E-Business Suite und Oracle Hyperion an.
Im Juni 2014 gab Oracle bekannt, Micros Systems für rund 5 Milliarden US-Dollar zu übernehmen. Im Dezember 2014 wurde bekannt, dass Oracle am deutschen Hauptsitz in München rund 170 Stellen im IT-Support abbauen will. Das wären fast acht Prozent der insgesamt mehr als 2200 Beschäftigten in Deutschland. Die Aufgaben sollen nach Rumänien ausgelagert werden.
Seit Juni 2017 ist Kenneth Johansen als Head of Technology Sales und sogenannter Country Leader (englisch für Landesführer oder [Landes]-Leiter) für das Deutschlandgeschäft von Oracle zuständig.
Am 18. Oktober 2019 verstarb Co-CEO Mark Hurd, der sich kurz zuvor aufgrund einer Erkrankung vom operativen Geschäft zurückgezogen hatte. Co-CEO Safra Catz und Larry Ellison als Gründer, CTO und Vorsitzender des Verwaltungsrates haben die Aufgaben übernommen, bis ein neuer CEO benannt wird. Für die mögliche Nachfolge wurden zunächst interne Kandidaten genannt, eine Entscheidung steht aber noch aus.
Im Dezember 2020 verlegte Ellison den Hauptsitz des Unternehmens von Redwood City, Kalifornien, nach Austin, Texas.
Am 21. Januar 2025 kündigte Präsident Donald Trump das Stargate-Projekt an, eine 500-Milliarden-Dollar-Initiative von OpenAI, SoftBank, Oracle und MGX zur Stärkung der US-KI-Infrastruktur, einschließlich neuer Rechenzentren. Microsoft lockerte dafür seine Exklusivrechte bei OpenAI, bleibt jedoch exklusiver Anbieter von deren API-Diensten.

## Produktstrategie des Unternehmens
Die Produktliste des Herstellers ist aufgrund der Übernahmen von PeopleSoft, Siebel Systems und anderen sehr lang.
Derzeit versucht Oracle, mit seiner E-Business Suite und der Collaboration Suite im Bereich ERP-Software bzw. Groupware Fuß zu fassen, in dem SAP (SAP ERP, R/3), Microsoft und IBM (Lotus) bereits etabliert sind. Ferner positioniert sich Oracle mit dem Oracle Application Server beziehungsweise dem Oracle WebLogic und zahlreichen Zusatzprodukten gegen IBM WebSphere und SAP NetWeaver im JEE-Bereich. Eine Ausweitung des Geschäftsfeldes scheint notwendig, weil der Markt für relationale Datenbanken weitgehend ausgereizt erscheint.
Oracle übernahm am 13. Dezember 2004 seinen langjährigen Rivalen PeopleSoft in einer feindlichen Übernahme für 10,3 Mrd. US-Dollar und stärkte damit seinen Bereich betriebswirtschaftliche Standardsoftware. Trotz der Übernahme liegt Oracle in diesem Bereich (22 % Marktanteil, Stand: 2004) hinter dem Konkurrenten SAP (40 % Marktanteil, Stand: 2004). Es ist derzeit noch offen, ob Oracle die vier ähnlichen Produkte (Oracle E-Business Suite, PeopleSoft, JD Edwards Enterprise One, JD Edwards World) erfolgreich zu einem Produkt verschmelzen kann. Unter dem Namen „Fusion“ haben die Arbeiten an einer übergreifenden Produktplattform begonnen, die diese Angebote vereinen soll. Diese „Fusion Application Suite“ soll 2008 auf dem Markt verfügbar sein.
Am 12. September 2005 verkündete Oracle, dass es den CRM-Anbieter Siebel Systems für 5,85 Milliarden US-Dollar übernehmen werde. Die Übernahme wurde im ersten Quartal 2006 abgeschlossen.
Im Oktober 2005 stellte Oracle eine für private und kommerzielle Nutzung kostenlose Datenbankversion unter dem Namen „10g Express Edition“ vor.
Im Februar 2006 wurden Übernahmeangebote an die Open-Source-Unternehmen JBoss und MySQL bekannt, und nachdem JBoss von Red Hat gekauft wurde, erwägt Oracle nun, eine eigene von Red Hat Enterprise Linux abgeleitete Linux-Distribution als zertifizierte Basis für Datenbankserver zu veröffentlichen. Dieser Schritt wurde mit der Ankündigung von Oracle Unbreakable Linux auf der Oracle OpenWorld im Oktober 2006 vollzogen.
Einer möglichen Übernahme von Novell, dem Besitzer von SuSE Linux, erteilte Ellison eine Absage, weil das durch die Verflechtung von Novell mit IBM Oracle „bei einer Übernahme in eine sehr ungünstige Situation bringen würde“. Seit 2006 bietet Oracle stattdessen unter dem Namen Oracle Linux eine eigene Linux-Distribution auf Basis von Red Hat Enterprise Linux an.
Mit der Übernahme von Sun Microsystems erweitert Oracle sein Produktportfolio neben Java, dem Unix-Betriebssystem Solaris, Linux-Technik, Entwicklungswerkzeugen sowie einer Open-Source-Datenbank außerdem um Server-Hardware (SPARC- und Sun-Server, SPARC-Prozessor (M7), Speicher), was das Unternehmen zu einem Komplettanbieter werden lässt. Das Unternehmen will so an die Erfolge von Apple und Cisco anknüpfen. Daneben könnte sich Oracle durch diese strategische Neuausrichtung auch zu einem ernsthaften Konkurrenten von Branchengrößen wie IBM und Hewlett-Packard entwickeln. Im Januar 2010 genehmigte die EU-Kommission die Übernahme für 7,4 Milliarden US-Dollar ohne Auflagen. Am 27. Januar 2010 wurde die Übernahme von Sun abgeschlossen.
Die Communitys einiger Open-Source-Projekte, die zuvor von Sun finanziert worden waren, bildeten ab dem Jahr 2011 Forks, um unabhängig von Oracle zu sein. Dazu zählen die Office-Suite LibreOffice (eine Abspaltung von OpenOffice.org) sowie der Continuous-Integration-Server Jenkins (ehemals Hudson).

## Marketingstrategie des Unternehmens und Wettbewerb
Hauptkonkurrent im Marktsegment für Unternehmenslösungen ist SAP. Das Marktsegment Unternehmensberatung wird von Oracle derzeit (2006) nur wenig bedient, sondern insbesondere im ERP-Bereich über Partner (wie beispielsweise seit 1991 Accenture in Deutschland) abgewickelt – in diesem Bereich wird der Wettbewerb von IBM angeführt.
Im Marktsegment für relationale Datenbanken steht Oracle in Konkurrenz mit Open-Source-Datenbanken, z. B. PostgreSQL, und Anbietern kommerzieller Datenbank-Server-Lösungen wie Db2 und Microsoft SQL Server.
Oracle erwarb sich auch beträchtliche Marktanteile im Bereich der eingebetteten Datenbanksysteme durch die Übernahme von Sleepycat mit dem Produkt Berkeley DB.
Mit der Oracle Express Edition steht das Datenbank-Produkt Oracle Server unter gewissen Auflagen und Einschränkungen zur kostenlosen Benutzung zur Verfügung.
Mit dem Softwarehersteller SAS Institute ging Oracle vor Jahren eine Partnerschaft ein. Daraus entstand eine gemeinsam genutzte Lösung, bei der die SAS High-Performance Analytics Lösung auf dem Oracle System läuft. Durch diese Partnerschaft können sich die beiden IT-Konzerne dem Marktsegment Big Data widmen und versuchen, Big Data Probleme effizient zu lösen.
Seit Februar 2022 ist Oracle Titelsponsor von Red Bull Racing und ist somit im Namen des Rennstalls und auf dem Auto sehr präsent vertreten. Zuvor war Oracle bereits als Sponsor tätig und stellt seit Beginn der Partnerschaft die Cloudverarbeitung für das Team bereit.

## Produkte

### Technologie-Produkte
Die Oracle-Technology-Produktfamilie umfasst Oracle Datenbanken, Business-Intelligence-Technology-Produkte (wie BI SE, BI SE1, BI Suite EE plus usw.), Hyperion-BI-Technologie-Produkte, Application Server (AS), WebCenter (WCE), Identity Management (IdM), Werkzeuge, Collaboration-Produkte und Anwendungen.

#### Datenbanken
2004 gab Oracle Corporation das Release 10g („g“ steht für grid) der Oracle Database frei. 2007 wurde die aktuelle Version 11g der Oracle Database Version veröffentlicht, im September 2009 folgte 11g (Release 2). Diese Version ist in vier Editionen verfügbar – Enterprise, Standard, Standard Edition One, Personal Edition – und eine kostenlose Edition (die Express Edition). Die Enterprise Edition (EE DB) ist die teuerste Database Edition. 2013 wurde die Version 12c („c“ für cloud) freigegeben.
Weitere Datenbank-Technologien:
- Berkeley DB bietet eine eingebettete Datenbank.
- Oracle Rdb, ein relationales Datenbanksystem, läuft auf OpenVMS -Plattformen. Oracle hat Rdb 1994 von Digital Equipment Corporation erworben und es bis weiterentwickelt.
- Oracle CODAYSL DBMS ist eine den CODASYL-Vorschlag unterstützende Datenbank für OpenVMS-Plattformen (s. Virtual Memory System).[46]
- TimesTen verfügt über In-Memory-Datenbank-Operationen.
- Oracle Essbase setzt die Tradition der Hyperion Essbase multidimensionalen Datenbank-Management fort.
- MySQL, ein relationales Datenbank-Management-System verfügbar unter einem dualen Lizenzmodell aus GPL (General Public License) und einer kommerziellen Lizenz, die ursprünglich von MySQL AB entwickelt wurde.
- Oracle NoSQL Database, eine skalierbarere, verteilbarer-Schlüssel-Wert NoSQL-Datenbank[47]

#### Oracle Enterprise Manager
Einige Datenbank-Administratoren (DBAs) verwenden Oracle Enterprise Manager (OEM), um das DBMS zu verwalten. Mit Oracle Database Version 10g wurde eingeführt, dass Oracle Corporation eine webbasierte Rewrite von OEM (Oracle Enterprise Manager Database Control) anbietet. Oracle hat den Super-Enterprise Manager verwendet, um ein Gitter aus mehreren DBMS und Application Servern wie Oracle Enterprise Manager Grid Control verwalten und synchronisieren zu können.

#### Oracle Secure Enterprise Search
Oracle Secure Enterprise Search (SES), Oracle Enterprise-Suche bietet Benutzern die Möglichkeit, Inhalte über mehrere Standorte hinweg zu suchen, einschließlich Websites, Dateiserver, Content-Management-Systeme, Enterprise-Resource-Planning-Systeme, Customer Relationship Management-Systeme, Business-Intelligence-Systeme.

#### Oracle Collaboration Suite
Oracle Collaboration Suite (OCS) enthält Messaging, Groupware- und Collaboration-Anwendungen. Oracle Beehive hat OCS abgelöst.

#### Oracle Beehive
Erschienen im Jahr 2008, bietet Oracle Beehive Team-Arbeitsbereiche (einschließlich Wikis, Kalenderfunktionen und File-Sharing), E-Mail, Kalender, Instant Messaging und Videokonferenzen auf einer einzigen Plattform. Kunden können Beehive als lizenzierte Software oder als Software as a Service (SaaS) benutzen.

#### Entwicklungssoftware
Oracle Corporation-Tools für die Entwicklung von Anwendungen:
- Oracle Designer
- Oracle Developer – die aus Oracle Forms, Oracle Discoverer und Oracle Reports besteht
- Oracle JDeveloper
- NetBeans
- Oracle Application Express (APEX)
- Oracle SQL Developer
- Oracle SQL Plus Worksheet
- OEPE, Oracle Enterprise Pack für Eclipse

Viele externe und Drittanbieter-Tools machen die Oracle Datenbankadministrator Aufgaben leichter.

#### Hardware
- Der Sun-Hardware-Bereich von Oracle Corporation
- Engineered Systeme: pre-engineered und vorkonfektionierte Hardware / Software-Bundles für den Einsatz in Unternehmen
  - Exadata Database Machine – Hardware / Software mit integriertem Speicher[50]
  - Exalogic Elastic Cloud – Hardware / Software mit integriertem Anwendungsserver
  - Oracle Database Appliance[51]
  - Big Data Appliance – integrierte Lösung für große Daten[52]
  - SPARC T4-4 SuperCluster – ein Allzwecksystem[53]

### Anwendungen
Oracle verkauft auch eine Reihe von Business-Anwendungen. Die Oracle E-Business Suite enthält Software, um verschiedene Funktionen im Zusammenhang mit Unternehmen durchzuführen, zum Beispiel Finanzen, Produktion, Customer Relationship Management (CRM), Enterprise Resource Planning (ERP) und Human Resource Management. Die Oracle Retail Suite umfasst die Bereitstellung von Warenwirtschaft, Preismanagement, Rechnung Matching, Zuweisungen, Store Operations Management, Lagerverwaltung, Bedarfsprognosen, Waren Finanzplanung, Sortiment Planung und Kategorien Management. Benutzer können diese Einrichtungen durch eine Browser-Schnittstelle über das Internet zugreifen.
Oracle Corporation bietet diese Produktlinien an:
- Oracle Fusion Applications
- Oracle E-Business Suite
- PeopleSoft Enterprise
- Siebel Systems
- JD Edwards EnterpriseOne
- JD Edwards World
- Planung & Optimierung
- Store Operations (ehemals 360Commerce)
- Oracle VM VirtualBox

Die Entwicklung von Anwendungen erfolgt häufig in Java (mit Oracle JDeveloper) oder über PL / SQL (mit z. B. Oracle Forms und Oracle Reports / BIPublisher).

### Anwendungen von Drittanbietern
Oracle Corporation arbeitet mit „Oracle Zertifizierten Partnern“ zusammen, um seine gesamte Produkt-Palette zu erweitern.
Die Vielfalt der Anwendungen von Drittanbietern enthält Datenbank-Anwendungen für die Archivierung, Aufteilung und Kontrolle von ERP- und CRM-Systemen. Weitere Nischenprodukte bieten eine Reihe von kommerziellen Funktionen in den Bereichen Personal, Controlling und Governance, Risikomanagement und Compliance (GRC) an.
Anbieter sind:
- Acquire
- Hewlett-Packard
- HighJump Software
- Menschliche Konzepte
- Q Software Global Ltd, Sicherheits- und Compliance-Lösungen-Entwickler[54]
- Solix Technologies
- UC4 Software
- Knoa Software

Für zahlreiche Produkte bietet Oracle im Rahmen der „Oracle University“ Zertifizierungen wie Oracle Certified Professional (OCP) an, darunter den bekannten „Oracle Certified Professional Database Administrator“ für das Oracle Database System.
Laut einer aktuellen Studie belegt „Oracle Hyperion“ Platz 2 beim Business-Intelligence-Softwareumsatz in Deutschland mit 104 Mio. Euro Umsatz.

## Management
- Larry Ellison, Executive Chairman of the Board und Chief Technical Officer[56]
- Safra A. Catz, CEO
- Mark Hurd, CEO